# منتخب غيانا للكريكت
منتخب غيانا للكريكت (بالإنجليزية: Guyana national cricket team)‏ هو ممثل غيانا الرسمي في المنافسات الدولية في الكريكت
. تأسس في 1965.